# Sleepaway Camp II: Unhappy Campers
Sleepaway Camp II: Unhappy Campers è un film del 1988 diretto da Michael A. Simpson, con Pamela Springsteen.
Il film è il sequel del film Sleepaway Camp e, come il suo predecessore, non è mai stato distribuito in Italia.

## Trama
Un gruppo di ragazzi in campeggio si riunisce intorno al fuoco per raccontarsi storie spaventose. Una di loro, Phoebe, racconta le vicende accadute a Camp Arawak (dove sono accaduti i fatti del primo film). Improvvisamente la loro organizzatrice, Angela, la trova e le ordina di tornarsene nella sua cabina. Dopo una discussione, Angela ordina a Phoebe di tornarsene a casa. La ragazza, afflitta, scappa nel bosco, ma poi si perde. Improvvisamente appare Angela che la colpisce in testa con un ceppo e le taglia la lingua, uccidendola. Il giorno dopo, il gruppo di Angela si sta chiedendo che fine abbia fatto Phoebe ed Angela spiega a loro che l'aveva mandata a casa.
Nel frattempo, Charlie ed Emilio stanno fotografando delle ragazze a seno nudo. Poi Angela, mentre cammina nel bosco, sorprende le sorelle Brooke e Jodi mentre fumano della marijuana e mentre fornicano con uno dei ragazzi. Dopo aver mandato via il ragazzo, Angela uccide le due sorelle bruciandole vive.
Quella stessa notte, i ragazzi decidono di rubare le mutande delle ragazze nelle loro cabine, ma Angela arriva e li butta fuori. Mentre Angela è in riunione con gli altri organizzatori del campeggio, le ragazze si riprendono i loro vestiti rubati dai ragazzi. Intanto Angela sorprende Mare mentre sta mostrando i seni nudi. La ragazza decide di tornarsene a casa, ma mentre sta per andarsene viene uccisa da Angela con un trapano. Il giorno dopo, Angela sorprende Charlie ed Emilio con le foto delle ragazze nude. Più tardi, due dei ragazzi del campeggio decidono di fare uno scherzo ad Angela per spaventarla. Per fare questo, un ragazzo si traveste da Freddy Krueger, e l'altro si traveste da Jason Voorhees. Però il loro piano va a rotoli quando Angela uccide uno dei ragazzi col guanto artigliato di Freddy e fa fuori l'altro con la motosega.
Il giorno dopo Angela uccide Ally pugnalandola e buttandola dentro un buco pieno di letame e sanguisughe. Quella notte, Demi fa notare ad Angela che, secondo i genitori, Mare non è tornata a casa. La donna, sentendosi in difficoltà, strangola la ragazza con la corda di una chitarra. Poi Angela uccide Lea, che aveva assistito all'omicidio. Il capo del campeggio, soprannominato "Zio John", licenzia Angela per aver "mandato a casa" (questa era la scusa detta da Angela quando qualcuno si chiedeva che fine avessero fatto gli altri che erano stati uccisi da lei) gli altri campeggiatori senza il suo permesso.
Sentendosi tristi per Angela, Molly e Sean decidono di andarla a trovare per consolarla, ma quando raggiungono il posto dove lei alloggia, trovano i cadaveri di tutti i campeggiatori uccisi da lei. Improvvisamente Angela appare dietro di loro, mette k.o. Sean e lega i due ragazzi. Al campeggio, Rob, il migliore amico di Sean, rivela a T.C., il capo degli organizzatori del campeggio, che Molly e Sean sono scomparsi. T.C. va alla ricerca di Angela, ma viene ucciso proprio da quest'ultima con dell'acido solforico. Sean poi scopre che Angela non è altro che Peter/Angela Baker, la serial killer quattordicenne e transgender del precedente film. La donna rivela che era stata mandata in un manicomio e, dopo due anni di terapia elettroshock e dopo aver cambiato definitivamente sesso, scappò e fu assunta come consulente a Camp Rolling Hills. Dopo aver dato le dovute spiegazioni, Angela decapita Sean con un machete.
Poi Angela lascia l'abitazione per andare ad uccidere Matt, il ragazzo che fornicava con Jodi e Brooke. Dopo essere ritornata, Molly, che era riuscita precedentemente a slegarsi, la tramortisce con un ceppo e fugge via. La donna la insegue, ma Molly cade da una sporgenza e viene ritenuta morta da Angela. Quella notte Diane, un'altra organizzatrice del campeggio, trova i cadaveri di Emilio e Charlie, uccisi tempo prima da Angela. Terrorizzata, va subito ad avvertire lo Zio John, ma scopre che anche lui è stato ucciso. Diane si prepara quindi a correre, ma urta il cadavere di Rob. Angela, poi, appare dietro di lei e la accoltella, per poi andarsene dall'ufficio.
Nel frattempo Molly, che aveva ripreso conoscenza dopo la caduta dalla sporgenza, zoppica ferita fuori dal bosco. La ragazza, poi, raggiunge una strada e cerca di chiedere soccorso. Finalmente un pick up si ferma per darle un passaggio, ma Molly scopre poi con terrore che l'autista del veicolo non è altro che Angela. Il film finisce con un finale sospeso. È improbabile che Molly, ferita e spaventata, riesca a salvarsi da Angela.

## Accoglienza
Negli Stati Uniti il film uscì in VHS distribuita dalla Nelson Entertainment nell'ottobre 1988.
Il film è stato distribuito due volte in DVD negli Stati Uniti dalla Anchor Bay Entertainment.  La prima volta uscì nel 2002 in una edizione di un solo disco, così come era nel Sleepaway Camp Survival Kit.  Entrambe queste versioni sono attualmente fuori commercio.
Anchor Bay Entertainment ha pubblicato il film in DVD anche nel Regno Unito il 31 maggio 2004, mentre la Futuristic Entertainment lo ha pubblicato in VHS negli anni novanta con il titolo alternativo "Nightmare Vacation 2".

## Location
Il film è stato girato a Bremen e al "Camp Younts" di Waco, in Georgia.